# Hl. Therapon (Gütersloh)
Die Kirche des Hl. Therapon ist ein Sakralbau im Gütersloher Ortsteil Nordhorn. Bis zum Jahr 2000 war er unter dem Namen „Markus-Gemeindehaus“ im Besitz der Evangelischen Kirchengemeinde Gütersloh. Dann kaufte ihn die „Griechisch-Orthodoxe Gemeinde des Heiligen Therapon Gütersloh“, die von 1988 bis 1999 im Konfirmandenhaus in der Gütersloher Innenstadt beheimatet gewesen war. Sie nutzte das neuerworbene Haus bis 2016 als Gemeindezentrum für ihre kreisweit rund 1.900 Mitglieder (Stand 2015) und baute es dann zu einer Kirche um, die am 1. Oktober 2016 von Vikarbischof Bartholomaios von Arianz konsekriert wurde.
Die Kirche bietet Sitzplätze für bis zu 300 Personen. Ausgestattet ist der Kirchenraum mit zahlreichen Ikonen und Wandmalereien. Im Altar eingelassen sind Reliquien der Heiligen Rafael, Nikolaus und Irene, die Bischof Iakobos von Mytilini von der Mittelmeer-Insel Lesbos nach Gütersloh gebracht hatte. Die Einrichtung wurde komplett aus Spenden finanziert. Im Obergeschoss befinden sich ein Beichtzimmer, das auch als Aufenthaltsraum für Geistliche genutzt wird, und eine Bibliothek, die rund 2.000 Bücher in griechischer und deutscher Sprache verfügbar hat.